# Ізвору-Бирзій (комуна)
Ізвору-Бирзій (рум. Izvoru Bârzii) — комуна у повіті Мехедінць в Румунії. До складу комуни входять такі села (дані про населення за 2002 рік):
- Ізвору-Бирзій (737 осіб)
- Балотешть (479 осіб)
- Пуциней (217 осіб)
- Ресколешть (141 особа)
- Скінтеєшть (517 осіб)
- Скіту-Тополніцей (209 осіб)
- Халинга (834 особи)

Комуна розташована на відстані 272 км на захід від Бухареста, 8 км на північ від Дробета-Турну-Северина, 99 км на північний захід від Крайови.

## Населення
За даними перепису населення 2002 року у комуні проживали 3134 особи.
Національний склад населення комуни:
| Національність | Кількість осіб | Відсоток |
| -------------- | -------------- | -------- |
| румуни         | 3133           | > 99,9%  |
| угорці         | 1              | < 0,1%   |

Рідною мовою назвали:
| Мова      | Кількість осіб | Відсоток |
| --------- | -------------- | -------- |
| румунська | 3132           | 99,9%    |
| угорська  | 1              | < 0,1%   |
| сербська  | 1              | < 0,1%   |

Склад населення комуни за віросповіданням:
| Релігія        | Кількість осіб | Відсоток |
| -------------- | -------------- | -------- |
| православні    | 3129           | 99,8%    |
| римо-католики  | 2              | 0,1%     |
| п'ятдесятники  | 2              | 0,1%     |
| греко-католики | 1              | < 0,1%   |